# Jean Louis August Loiseleur-Deslongchamps
Jean-Louis-Auguste Loiseleur-Deslongchamps (1774 - 1849) va ser un metge i botànic francès.
Va ser elegit membre de l'Académie Nationale de Médecine el 1823 i Chevalier de la Legió d'Honor el 1834.
El gèneres botànics Loiseleuria (Desv., 1813) i Longchampia el commemoren(Willd., 1811). Auguste-Louis-Armand Loiseleur-Deslongchamps era fill seu.

## Obres seleccionades
- "Flora Gallica, seu Enumeratio plantarum in Gallia sponte nascentium", 1806 (second edition 1828).
- Nouveau voyage dans l'empire de Flore, ou Principes élémentaires de botanique, Paris : Méquignon, 1817.
- Flore générale de France, ou Iconographie, description et histoire de toutes les plantes phanérogames, cryptogames et agames qui croissent dans ce royaume, disposées suivant les familles naturelles, 1828–29 (with Christiaan Hendrik Persoon, Benjamin Gaillon, Jean Baptiste Boisduval and Louis Alphonse de Brébisson).
- Considérations sur les céréales, et principalement sur les froments, Paris : Libraire de Madame V. Bouchard-Huzard, 1842-1843.[2][3]